# جاليبولي (فلم)
جاليبولي هو فيلم من نوع وثائقي أُصدر في 2005. الفيلم من توزيع، وإخراج وسيناريو تولجا اورنيك ‏. وهو عبارة عن فيلم وثائقي عن حملة جاليبولي عام 1915، يرويه كلا الجانبين، الأتراك من جهة والجنود البريطانيون والأنزاك (جنود فيلق الجيش الأسترالي والنيوزيلندي) من جهة أخرى.

## القصة
قصة الفيلم الرئيسية حول حملة جاليبولي

## الإنتاج
موسيقى الفيلم التصويرية كانت من تأليف Demir Demirkan ‏.

## التغطية

### الجوائز والترشيحات
حصل تولغا أورنيك عن هذا الفيلم على ميدالية فخرية في القسم العام من وسام أستراليا.

## وصلات خارجية
- مقالات تستعمل روابط فنية بلا صلة مع ويكي بيانات